# 태자비승직기
태자비승직기(중국어 간체자: 太子妃升职记, 정체자: 太子妃升職記)는 2015년 방송되었던 중국의 웹 시리즈 드라마이다.

## 소개
- 바람둥이 장붕이 물에 빠져 천 년이라는 시간을 거슬러 태자비 장봉봉으로 눈을 뜨면서 '여자의 몸, 남자의 영혼'을 가진채 황궁 생활에 적응하며 자신을 지키기 위해 황위 쟁탈전에 발을 들이게 되는 이야기

## 등장 인물
- 장톈아이 - 장봉봉 역
- 성일륜 - 치청 역
- 곽준진 - 양엄 역
- 위멍룽 - 구왕 역

## 같이 보기
- 철인왕후 (드라마)